# Fregaty żaglowe typu Enterprise
Fregaty żaglowe typu Enterprise – typ 28-działowych fregat żaglowych VI rangi produkowanych dla Royal Navy. 27 jednostek tego typu zostało zaprojektowanych w 1770 roku przez Johna Williamsa. Budowa pierwszej partii liczącej 5 jednostek wywołana została kryzysem falklandzkim. Dwie z nich zostały wybudowane przez prywatnych przedsiębiorców, zaś reszta w królewskich stoczniach. Do budowy użyto zagranicznego dębu.
Druga partia piętnastu została zamówiona między 1776 a 1778 rokiem na potrzeby konfliktu w Ameryce Północnej, a ostatnia partia siedmiu między 1782 a 1783 rokiem; ostatnie okręty zostały odrobinę zmodyfikowane – forkasztel i nadbudówka (z mocnymi przegrodami) zostały połączone trzema pomostami.

## Okręty

### Pierwsza partia
- HMS „Siren”
  - zamówiony: 25 grudnia 1770 r.
  - budowniczy: John Henniker and Company, Chatham
  - położenie stępki: kwiecień 1771 r.
  - wodowany: 2 listopada 1773 r.
  - gotowy do służby: 5 października 1775 r. w Chatham Royal Dockyard(inne języki)
  - los: Porzucony przy Point Judith w Connecticut po wejściu na mieliznę pod ostrzałem

- HMS „Fox”
  - zamówiony: 25 grudnia 1770 r.
  - budowniczy: Thomas Raymond, Northam
  - położenie stępki: maj 1771 r.
  - wodowany: 2 września 1773 r.
  - gotowy do służby: 12 lutego 1776 r. w Portsmouth Royal Dockyard(inne języki)
  - los: Zdobyty przez Francuzów w pobliżu Brestu 11 września 1778 r.

- HMS „Surprise”
  - zamówiony: styczeń 1771 r.
  - budowniczy: Woolwich Royal Dockyard
  - położenie stępki: 5 września 1771 r.
  - wodowany: 13 kwietnia 1774 r.
  - gotowy do służby: 15 kwietnia 1775 r.
  - los: Sprzedany w Woolwich Dockyard 24 kwietnia 1783 r.

- HMS „Enterprise”
  - zamówiony: styczeń 1771 r.
  - budowniczy: Deptford Royal Dockyard
  - położenie stępki: 9 września 1771 r.
  - wodowany: 24 sierpnia 1774 r.
  - gotowy do służby: 20 czerwca 1775 r.
  - los: Rozebrany w Deptford Dockyard w sierpniu 1807 r.

- HMS „Actaeon”
  - zamówiony: 5 listopada 1771 r.
  - budowniczy: Woolwich Royal Dockyard
  - położenie stępki: październik 1772 r.
  - wodowany: 18 kwietnia 1775 r.
  - gotowy do służby: 3 sierpnia 1775 r.
  - los: Spalony 29 czerwca 1776 roku po wejściu na mieliznę w pobliżu Fortu Sullivan

### Druga partia
- HMS „Proserpine”
  - zamówiony: 14 maja 1776 r.
  - budowniczy: John Barnard, Harwich
  - położenie stępki: czerwiec 1776 r.
  - wodowany: 7 lipca 1777 r.
  - gotowy do służby: 23 września 1777 r. w Sheerness Dockyard
  - los: Rozbity w ujściu Łaby 1 lutego 1799 r.

- HMS „Medea”
  - zamówiony: 14 maja 1776 r.
  - budowniczy: James Martin Hillhouse, Bristol
  - położenie stępki: czerwiec 1776 r.
  - wodowany: 28 kwietnia 1778 r.
  - gotowy do służby: 15 września 1778 r. w Plymouth Dockyard
  - los: Przerobiony na statek szpitalny w 1801 roku; sprzedany w 1805 r.

- HMS „Andromeda”
  - zamówiony: 14 maja 1776 r.
  - budowniczy: Robert Fabian, East Cowes
  - położenie stępki: lipiec 1776 r.
  - wodowany: 18 listopada 1777 r.
  - gotowy do służby: 28 stycznia 1778 r. w Portsmouth Dockyard
  - los: Zaginął w huraganie u wybrzeży Martyniki 11 października 1780 r.

- HMS „Aurora”
  - zamówiony: 3 lipca 1776 r.
  - budowniczy: John Perry & Company, Blackwall
  - położenie stępki: lipiec 1776 r.
  - wodowany: 7 czerwca 1777 r.
  - gotowy do służby: 9 sierpnia 1777 r. w Woolwich Dockyard
  - los: Sprzedany w Chatham 3 listopada 1814 r.

- HMS „Sibyl”
  - zamówiony: 24 lipca 1776 r.
  - budowniczy: Henry Adams, Bucklers Hard
  - położenie stępki: 10 grudnia 1776 r.
  - wodowany: 2 stycznia 1779 r.
  - gotowy do służby: 13 marca 1779 r. w Portsmouth Dockyard
  - los: Rozbity u wybrzeży Madagaskaru 26 lipca 1798 r.

- HMS „Brilliant”
  - zamówiony: 9 października 1776 r.
  - budowniczy: Henry Adams, Bucklers Hard
  - położenie stępki: luty 1777 r.
  - wodowany: 15 lipca 1779 r.
  - gotowy do służby: 4 września 1779 r. w Portsmouth Dockyard
  - los: Rozebrany w Portsmouth Dockyard w listopadzie 1811 r.

- HMS „Pomona”
  - zamówiony: 7 marca 1777 r.
  - budowniczy: Thomas Raymond, Chapel (Southampton)
  - położenie stępki: 8 maja 1777 r.
  - wodowany: 22 września 1778 r.
  - gotowy do służby: 17 grudnia 1778 r. w Portsmouth Dockyard
  - los: Rozebrany w Portsmouth Dockyard w sierpniu 1811 r.

- HMS „Crescent”
  - zamówiony: 19 lipca 1777 r.
  - budowniczy: James Martin Hillhouse, Bristol
  - położenie stępki: 19 sierpnia 1777 r.
  - wodowany: marzec 1779 r.
  - gotowy do służby: 30 czerwca 1779 r. w Plymouth Dockyard
  - los: Zdobyty przez Francuzów 19 czerwca 1781 r.

- HMS „Nemesis”
  - zamówiony: 30 września 1777 r.
  - budowniczy: Jolly, Leathers & Barton, Liverpool
  - położenie stępki: listopad 1777 r.
  - wodowany: 23 stycznia 1780 r.
  - gotowy do służby: 22 czerwca 1780 r. w Plymouth Dockyard
  - los: Sprzedany do rozbiórki w Plymouth Dockyard 9 czerwca 1814 r.

- HMS „Resource”
  - zamówiony: 30 września 1777 r.
  - budowniczy: John Randall & Company, Rotherhithe
  - położenie stępki: listopad 1777 r.
  - wodowany: 10 sierpnia 1778 r.
  - gotowy do służby: 2 października 1778 r. w Deptford Dockyard
  - los: Przemianowany na „Enterprise” 17 kwietnia 1806 r.; sprzedany w Deptford Dockyard 28 sierpnia 1816 r.

- HMS „Mercury”
  - zamówiony: 22 stycznia 1778 r.
  - budowniczy: Peter Mestaer, Rotherhithe.
  - położenie stępki: 25 marca 1778 r.
  - wodowany: 9 grudnia 1779 r.
  - gotowy do służby: 24 lutego 1780 r. w Deptford Dockyard
  - los: Rozebrany w Woolwich Dockyard w styczniu 1814 r.

- HMS „Pegasus”
  - zamówiony: 21 lutego 1778 r.
  - budowniczy: Deptford Dockyard
  - położenie stępki: 20 czerwca 1778 r.
  - wodowany: 1 czerwca 1779 r.
  - gotowy do służby: 20 lipca 1779 r.
  - los: Sprzedany do rozbiórki w Deptford Dockyard 28 sierpnia 1816 r.

- HMS „Cyclops”
  - zamówiony: 6 marca 1778 r.
  - budowniczy: James Menetone & Son, Limehouse
  - położenie stępki: 3 kwietnia 1778 r.
  - wodowany: 31 lipca 1779 r.
  - gotowy do służby: 26 września 1779 r. w Deptford Dockyard
  - los: Sprzedany w Portsmouth Dockyard 1 września 1814 r.

- HMS „Vestal”
  - zamówiony: 18 marca 1778 r.
  - budowniczy: Robert & John Batson, Limehouse
  - położenie stępki: 1 maja 1778 r.
  - wodowany: 24 grudnia 1779 r.
  - gotowy do służby: 25 lutego 1780 r. w Deptford Dockyard
  - los: Sprzedany na Barbados w lutym 1816 r.

- HMS „Laurel”
  - zamówiony: 30 April 1778 r.
  - budowniczy: Thomas Raymond, Chapel (Southampton)
  - położenie stępki: 3 czerwca 1778 r.
  - wodowany: 27 października 1779 r.
  - gotowy do służby: 4 stycznia 1780 r. w Portsmouth Dockyard
  - los: Rozbity przez huragan u wybrzeży Martyniki 11 października 1780 r.

### Trzecia partia
- HMS „Thisbe”
  - zamówiony: 23 lutego 1782 r.
  - budowniczy: Thomas King, Dover
  - położenie stępki: wrzesień 1782 r.
  - wodowany: 25 listopada 1783 r.
  - gotowy do służby: 19 kwietnia 1784 r. w Deptford Dockyard

- HMS „Circe”
  - zamówiony: 6 marca 1782 r.
  - budowniczy: Henry Ladd, Dover
  - położenie stępki: grudzień 1782 r.
  - wodowany: 30 września 1785 r.
  - gotowy do służby: 2 listopada 1790 r. w Woolwich Dockyard
  - los: Rozbity u brzegu Great Yarmouth 17 listopada 1803 r.

- HMS „Rose”
  - zamówiony: 15 marca 1782 r.
  - budowniczy: Joshua Stewart & Hall, Sandgate
  - położenie stępki: czerwiec 1782 r.
  - wodowany: 1 lipca 1783 r.
  - gotowy do służby: 23 października 1783 r. w Deptford Dockyard
  - los: Rozbity u wybrzeży Jamajki 28 czerwca 1794 r.

- HMS „Hussar”
  - zamówiony: 26 marca 1782 r.
  - budowniczy: Fabian, Clayton & Willson, Sandgate
  - położenie stępki: czerwiec 1782 r.
  - wodowany: 1 września 1784 r.
  - gotowy do służby: listopad 1787 r. w Deptford Dockyard.
  - los: Rozbity u wybrzeży Bretanii 27 grudnia 1796 r.

- HMS „Alligator”
  - zamówiony: 7 maja 1782 r.
  - budowniczy: Philemon Jacobs, Sandgate
  - położenie stępki: grudzień 1782 r.
  - wodowany: 18 kwietnia 1787 r.
  - gotowy do służby: 18 lipca 1790 r. w Deptford Dockyard
  - los: Sprzedany w Plymouth Dockyard 21 lipca 1814 r.

- HMS „Dido”
  - zamówiony: 5 czerwca 1782 r.
  - budowniczy: Joshua Stuart & Hall, Sandgate
  - położenie stępki: wrzesień 1782 r.
  - wodowany: 27 listopada 1784 r.
  - gotowy do służby: październik 1787 r. w Portsmouth Dockyard
  - los: Sprzedany w Portsmouth Dockyard 3 April 1817 r.

- HMS „Lapwing”
  - zamówiony: 22 października 1782 r.
  - budowniczy: Thomas King, Dover
  - położenie stępki: luty 1783 r.
  - wodowany: 21 września 1785 r.
  - gotowy do służby: 19 maja 1791 r. w Woolwich Dockyard.
  - los: Rozebrany w Plymouth Dockyard w maju 1828 r.